# Virginio Cesarini
Virginio Cesarini, né à Rome le 20 octobre 1595 et mort le 1er avril 1624 dans la même ville, est un prêtre catholique et poète italien.

## Biographie
Virginio Cesarini naquit à Rome le 20 octobre 1595. Il fut très versé dans la connaissance des lettres grecques et latines, dans la philosophie, l’astronomie, la géographie, la médecine, la jurisprudence, fort instruit dans tous les genres de la littérature, orateur éloquent et bon poète. Sa jeunesse et cette universalité de connaissances le firent comparer, par le cardinal Bellarmin, au fameux Pic de la Mirandole. On fit même frapper une médaille qui les représentait tous les deux. Avec tant de talents et de qualités rares, Cesarini n’avait ni présomption ni orgueil ; il était doux, affable, et d’une modestie singulière. Le pape Urbain VIII se l’attacha, lui donna une des charges de la chambre pontificale, et se proposait de l’élever au cardinalat. Cesarini s’occupait d’un traité sur l’immortalité de l’âme, que le cardinal Bellarmin l’avait engagé à écrire, lorsqu’il mourut, le 1er avril 1624, n’ayant pas encore trente ans accomplis. De tous les ouvrages qu’il avait composés, on n’a publié que ses poésies latines et italiennes, que l’on trouve dans les Septem illustrium virorum Poemata, Anvers, 1662, in-8°. Son buste fut placé au Capitole, avec une inscription à sa louange. Il laissa sa bibliothèque à l’Académie des Lyncéens, dont il était membre. Sa vie a été écrite et mise au jour par le savant prélat Agostino Favoriti, mort à Rome en 1682.

## Œuvres
- (la) Virginio Cesarini, Carmina, Rome, Angelo Bernabò dal Verme, 1658 (lire en ligne)

## Sources
- « Cesarini (Virginio) », dans Louis-Gabriel Michaud, Biographie universelle ancienne et moderne : histoire par ordre alphabétique de la vie publique et privée de tous les hommes avec la collaboration de plus de 300 savants et littérateurs français ou étrangers, 2e édition, 1843-1865 [détail de l’édition]
- Adrien Baillet, Jugement des savants, vol. IV, p. 517.
- Girolamo Tiraboschi, Storia della letteratura, t. XXIX, p. 223.
- (en) Ann Sutherland Harris, « Bernini and Virginio Cesarini », The Burlington Magazine, vol. 131, no 1030,‎ 1989, p. 17-23 (JSTOR 883703).
- Teresa Bonaccorsi, « «Clausos rerum aperire sinus». L'esperimento di un poeta linceo: Virginio Cesarini », Bruniana & Campanelliana, vol. 7, no 1,‎ 2001, p. 51-76 (JSTOR 24331827).